# 桂文月
桂 文月（かつら ふみづき、1971年5月7日 - ）は、日本の落語家。落語芸術協会所属の真打。本名∶石束 国広。出囃子は『鶴亀』。

## 経歴
豊橋市立花田小学校から2年時に豊橋市立牟呂小学校に転校、豊橋市立牟呂中学校を経て愛知県立豊橋工業高等学校電気科卒業。
高卒後プロボクサーになるため上京、C級ライセンスを取得したが断念。実家に戻った時に文治の落語をテレビやラジオで聴いて縁を感じ、1993年9月、十代目桂文治に入門。10月、本名の名字からとって「束治」として楽屋入り。
1997年9月、二ツ目に昇進し「快治」となる。2004年1月、師匠である文治が死去したため兄弟子である三代目桂伸治の預かり弟子になる。
2007年5月、春風亭柳太郎、三笑亭夢花と共に真打に昇進し「桂文月」となる。

## 人物
- サイクリングが趣味。花座（仙台）出演の際も自転車で往復した。